# エリオット・ジグムンド
エリオット・ジグムンド（Eliot Zigmund、1945年4月14日 - ）は、セッション・ミュージシャンとして幅広く活動してきたアメリカのジャズ・ドラマー。

## 略歴
ジグムンドはマネス音楽大学とニューヨーク市立大学シティ・カレッジで学び、1969年に卒業した。カリフォルニアに移った後、1970年代にロン・マクルーア、スティーヴ・スワロウ、アート・ランディ、マイク・ノック、メル・マーティン、ヴィンス・ガラルディと共演。1974年にニューヨークに戻り、1975年から1978年までビル・エヴァンスと共演した。また、1970年代の終わりまでにエディ・ゴメス、ベニー・ウォレス、リッチー・バイラーク、ジム・ホール、チェット・ベイカー、スタン・ゲッツ、フレッド・ハーシュ、レッド・ミッチェルとも共演してきた。
1979年から1984年までドン・フリードマンと共演し、その後は1980年代後半までミシェル・ペトルチアーニとのトリオに参加。さらに後には、小規模なアンサンブルのリーダーとして、またゲイリー・ピーコック（1980年）、カール・バリー（1982年）、キース・グレコ（1985年）、中山英二（1988年）、ステファン・カールソン（1995年）らとサイドマンとして活動。
ジグムンドはニール・セダカ、ディオンヌ・ワーウィック、ポインター・シスターズなどのセッション・プレイヤーとしても活動している。
ニュージャージー州ティーネック在住のジグムンドは、ウィリアム・パターソン大学とニューヨーク大学で教鞭を執った。

## ディスコグラフィ

### リーダー・アルバム
- Standard Fare (2012年、Steeplechase Lookout)
- Time Was (2017年、SteepleChase)
- Live at Smalls (2018年、SmallsLIVE)
- Golden (2024年、New Direction)

### 参加アルバム
ビル・エヴァンス
- 『クロスカレント』 - Crosscurrents (1978年、Fantasy)
- 『アフィニティ』 - Affinity (1979年、Warner Bros.)
- 『アイ・ウィル・セイ・グッドバイ』 - I Will Say Goodbye (1980年、Fantasy)
- 『ユー・マスト・ビリーヴ・イン・スプリング』 - You Must Believe in Spring (1981年、Warner Bros.)
- 『フロム・セブンティーズ』 - From the 70's (1983年、Fantasy)
- 『パリ・コンサート』 - The Paris Concert (1989年、Fantasy)
- In His Own Way (1989年、West Wind)
- 『シークレット・ライヴ・アット・ザ・ヴィレッジ・ヴァンガード 1966-1975』 - The Secret Sessions (1996年、Milestone)
- 『オン・ア・マンデイ・イヴニング』 - On a Monday Evening (2017年、Fantasy)

ヴィンス・ガラルディ
- It's a Mystery, Charlie Brown (1974年) ※テレビ・サウンドトラック
- It's the Easter Beagle, Charlie Brown (1974年、Lee Mendelson Film Productions)
- Live on the Air (1974年、D&D)

ミシェル・ペトルチアーニ
- 『ライブ・アット・ザ・ヴィレッジ・ヴァンガード』 - Live At The Village Vanguard (1985年、Concord Jazz)
- Live at the Village Vanguard Vol. 2 (1982年、Video Artists) ※DVD
- 『ピアニズム』 - Pianism (1986年、Blue Note)

中山英二
- 『湖の伝説』 - Legend of the Lake (1988年、Jazz Road)
- 『ザ・デイズ・オブ・ドリーム』 - The Days of Dream (1991年、Century)
- 『ロマンティック・ブルー』 - Romantic Blue (1993年、Jimco)
- 『ライブ・イン・ジャパン』 - Live In Japan (1993年、North Plain)
- 『シンクロニシティ』 - Synchronicity (1995年、Jimco)

その他
- ジョシュア・ブレイクストーン : No One New (2009年、Capri)
- ドン・フリードマン : 『ハーフ&ハーフ』 - Half & Half (1986年、Insights)
- エディ・ゴメス : 『ダウン・ストレッチ』 - Down Stretch (1976年、Trio)
- エイミー・ロンドン : Bridges (2014年、FiveCut)
- ジョヴァンニ・ミラバッシ : Tribute to Bill (2011年、Star Prod)
- ゲイリー・ピーコック : 『シフト・イン・ザ・ウィンド』 - Shift in the Wind (1980年、ECM)
- マーヴィン・スタム : Elegance (2001年)
- クリスティーナ・フォン・ビューロー : The Good Life (2014年、Stunt)
- クリスティーナ・フォン・ビューロー : 『オン・ザ・ブリンク・オブ・ア・ラヴリー・ソング』 - On the Brink of a Lovely Song (2018年、Storyville)

## ソース
- Kennedy, Garry W.. “Eliot Zigmund”. The New Grove Dictionary of Jazz. Oxford University Press